# Спортивная гимнастика на летней Универсиаде 2013 — разновысокие брусья
Соревнования на разновысоких брусьях среди женщин в рамках турнира по спортивной гимнастике на летней Универсиаде 2013 года прошли 10 июля 2013 года в центре гимнастики в Казани.
|                              | Имя      | Страна                | Дата рождения   | Возраст |
| ---------------------------- | -------- | --------------------- | --------------- | ------- |
| Самая молодая спортсменка    | Хо Сонми | Флаг Республики Корея | 15 января 1995  | 18 лет  |
| Самая возрастная спортсменка | Кан Ёнми | Флаг КНДР             | 11 февраля 1988 | 25 лет  |

| Позиция | Гимнастка           | Сложность | Исполнение | Штрафы | Итого  |
| ------- | ------------------- | --------- | ---------- | ------ | ------ |
|         | Алия Мустафина      | 6.300     | 8.900      |        | 15.200 |
|         | Татьяна Набиева     | 6.000     | 8.525      |        | 14.525 |
|         | Лиза Катарина Хилль | 6.100     | 8.900      |        | 14.500 |
| 4       | Ким Буи             | 6.100     | 8.350      |        | 14.450 |
| 5       | Кан Ёнми            | 6.100     | 8.225      |        | 14.325 |
| 6       | Ю Минобэ            | 5.800     | 8.325      |        | 14.125 |
| 7       | Хо Сонми            | 5.700     | 8.225      |        | 13.925 |
| 8       | Марина Костюченко   | 4.900     | 6.875      |        | 11.775 |